# Atari TT
Atari TT 030 – komputer firmy Atari, po raz pierwszy zaprezentowany w sierpniu 1989 roku podczas targów Atari Messe w Düsseldorfie, a wprowadzony do sprzedaży w 1990 r. Był wyposażony w procesor MC68030 o częstotliwości taktowania zegara 32 MHz (pierwotnie 16 MHz) i nowy chipset. Komputer ten posiadał standardowo zainstalowany koprocesor FPU 68882 32 MHz, 2 MB RAM, kontroler SCSI, a także system operacyjny TOS w wersji 3.0. Była to tzw. linia HighEnd, czyli komputer przeznaczony dla profesjonalistów z dużymi możliwościami rozbudowy dzięki SCSI i złączom VME (umożliwiające rozbudowę m.in. o zaawansowane karty graficzne, sieciowe). Komputer dostępny był w cenie 2995 dolarów (za model wyposażony w 2 MB pamięci i dysk twardy o pojemności 50 MB) i stanowił pierwszy model serii Atari ST z fabrycznie zamontowanym procesorem wyższym niż MC68000. Istniała wersja TT/X, pracująca pod kontrolą systemu Unix. Projekt komputera opierał się na rozwiązaniach tworzących linię Atari ST, lecz wprowadzono do niego szereg usprawnień, które stworzyły silną jednostkę. W Polsce, wydano w 1992 roku.

## Historia
Właściciele firmy Atari stwierdzili, że w celu zachowania konkurencyjności swoich produktów muszą wykorzystać możliwości szybszych procesorów firmy Motorola z serii 68000. W tamtym czasie najlepszym rozwiązaniem wydawał się procesor Motorola 68020. Była to pierwsza jednostka Motoroli wyposażona w 32-bitową szynę danych i 32-bitowy zestaw instrukcji. W przeciwieństwie do procesorów Motorola 68000, użytych do konstrukcji komputerów Atari ST, jednostka 68020 była w stanie pobrać pełną 32-bitową porcję danych w jednym cyklu zegara, podczas gdy komputery linii ST do pobrania 32 bitów danych potrzebowały dwóch cykli. Była też w stanie zaadresować 4 GB pamięci RAM.
Z tego względu wstępne plany komputera Atari TT opierały się na procesorze Motorola 68020. Podczas prac projektowych firma zorientowała się jednak, że układ ten nie okazał się najlepszym rozwiązaniem – brakowało w nim kilku cech, oferowanych przez następcę linii, układ Motorola 68030. Procesor ten również operował 32-bitową szyną, zestawem rozkazów oraz rejestrami wewnętrznymi. Posiadał również wirtualne przestrzenie pamięci, opisane jako Supervisor (nadzorca), User (użytkownik), Program (program) i Data (dane), wbudowaną jednostkę zarządzania pamięcią oraz dwa zintegrowane z układem banki pamięci podręcznej dla rozkazów i danych, po 256 bajtów każdy.
Początkowo komputer miał pracować z częstotliwością 16 MHz, by zapewnić kompatybilność wsteczną. Układy obecne w komputerach serii ST i przeniesione do linii TT (na przykład kontrolery DMA i układ graficzny) nie były w stanie pracować z szybkościami powyżej tej granicy. Część oprogramowania wykazywała ponadto niestabilność przy uruchamianiu na szybszych jednostkach. By umożliwić pracę komputera z 32 MHz układem 68030, Atari musiało dokonać pewnego rodzaju przeskalowania swojego projektu, dodając sporych rozmiarów pamięć podręczną. W ten sposób udało się pogodzić procesor pracujący z częstotliwością 32 MHz i szynę systemową działającą o połowę wolniej.
Zarządzającym komputerami Atari TT systemem operacyjnym była ulepszona wersja TOS o numerze 3.0. Został on umieszczony w czterech kościach ROM (512 kB). Nie oferował jednak użytkownikowi wielozadaniowości z wywłaszczeniem. Inny wariant, znany pod nazwą TT/X, korzystał z systemu operacyjnego Unix System V R4 lub WISH (rozszerzenia systemu Motif).
Komputer po raz pierwszy zaprezentowany w sierpniu 1989 roku podczas targów Atari Messe w Düsseldorfie, a produkcję rozpoczęto w roku 1990. Cena zestawu ustalona została na 2995 dolarów za komputer wyposażony w 2 MB pamięci i dysk twardy o pojemności 50 MB. W Polsce komputer wyposażony w 4 MB ST RAM, 4 MB TT RAM kosztował w 1992 roku 37 milionów złotych (podstawowa wersja wyposażona w 2 MB ST RAM - 26,5 miliona złotych). W Stanach Zjednoczonych komputer sprzedawano od roku 1991. W roku 1992 Atari zaprojektowało komputer Atari Falcon040, który był następcą zarówno Atari Falcona, jak i Atari TT, gdyż łączył on w sobie obie technologie. Wycofanie się Atari w roku 1993 z rynku sprzętu komputerowego było jednoznaczne z końcem linii TT. Pewna liczba tych komputerów została jednak stworzona jako maszyny deweloperskie w pracach nad konsolą Atari Jaguar.

## Szczegóły
Atari TT030 zawierał szereg nowych urządzeń. Przykładem jest port LAN, który domyślnie miał obsługiwać sieć AppleTalk, nigdy jednak nie stworzono odpowiedniego sterownika, co prawdopodobnie spowodowane było kwestiami licencyjnymi. Inne nowości to szyna rozszerzeń VME, tryby graficzne VGA i host dla urządzeń SCSI m.in. dysków twardych. W komputerze zastosowano również rozwiązania znane z serii ST, takie jak złącza MIDI, gniazdo cartridge’a, gniazdo zewnętrznej stacji dysków, port ASCI/DMA.
Jednym z urządzeń wykluczonych z projektu był układ graficzny BLITTER, po raz pierwszy zastosowany w komputerach Atari Mega ST około pięciu lat wcześniej. Decyzja Atari najprawdopodobniej spowodowana była faktem, że procesor Motorola 68030 dostarczał systemowi wystarczająco dużo mocy, więc BLITTER stał się zbędny.
Dla komputera stworzono nową wersję Atari TOS oraz opracowaną przez Atari wersję systemu Unix (System V) – ASV.
Komputer Atari TT był ostatnią podjętą przez firmę Atari próbę zdobycia rynku stacji roboczych przeznaczonych dla firm. Później na rynku pojawiły się komputery MEGA STe oraz Atari Falcon 030, ale nie były one kierowane w tym samym stopniu do klientów korporacyjnych, co TT 030. Mimo tego, komputer Atari TT wydawał się od samego początku skazany na porażkę. Już w trakcie prac na rynku dostępna była wersja procesora Motorola 68030 taktowana zegarem 50 MHz, a do premiery procesora Motorola 68040 pozostało niewiele czasu. Szyna systemowa taktowana zegarem 16 MHz i dwukrotnie szybszy procesor nie wydawały się rynkowi korporacyjnemu wystarczająco silnym zestawem. We wczesnych latach 1990. zaczynała upowszechniać się wielozadaniowość, której nowe Atari nie oferowało. Nastąpiło to dopiero w roku 1993, po wprowadzeniu MultiTOS-u. Dopiero ta wersja Atari TOS była w stanie wykorzystać potencjał jednostki zarządzania pamięcią zastosowanej w Atari TT, która oprócz wielozadaniowości oferowała chroniony tryb pamięci.
Kolejnym problemem okazała się niedostępność systemu operacyjnego Unix dla Atari TT do połowy roku 1992. Do końca owego roku Atari porzuciło wszelkie prace rozwojowe związane z Uniksem. Istniała jednak wersja Atari TT, która miała pracować jako komputer uniksowy, oznaczona symbolem TT/X, dla której dostępne były systemy operacyjne Unix System V R4 i WISH (rozszerzenie OSF Motif)

## Dane techniczne

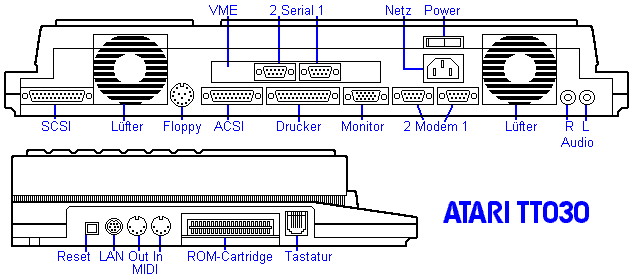
Złącza zewnętrzne

- Motorola 68030 – procesor komputera, częstotliwość 32 MHz, szyna systemowa 16 MHz
- Motorola 68882 – koprocesor arytmetyczny, częstotliwość 32 MHz

- Układy specjalne:
  - TT Shifter, układ wideo, przełączania trybów graficznych. Jego zadanie to grafika bitmapowa. Generuje sygnał VGA. Układ wyposażony był w 64-bitową szynę umożliwiającą dostęp z przeplotem do dwufunkcyjnej pamięci systemowej i bufory zintegrowane z układem, zapewniające wysoką przepustowość. W modelach Atari ST był on wyposażony w pamięć 32 kB, wersje zastosowane w Atari TT wyposażono w 154 kB
  - DP8516 („High Res Shifter”) – układ generujący sygnał wysokiej rozdzielczości
  - SoundShifter
  - TTSCU GLUE („Generalized Logic Unit”) – jednostka kontrolująca logikę komputera, nie będąca częścią ścieżki danych, lecz wymagana do współpracy układów scalonych. Oprócz TT układ spotkać można w Mega STE.
  - DMAC („Direct Memory Access”) – trzy niezależne kanały bezpośredniego dostępu do pamięci: jeden dla stacji dyskietek i napędów dysków twardych, jeden dla urządzeń SCSI i jeden dla portu sieciowego realizowanego przez układ 85C20 SCC. Dwa układy w zestawie
  - DCU
  - Funnel – układ odpowiadający za zamianę danych 64-bitowych na 32-bitowe
  - MCU („Memory Control Unit”) – układ zarządzający pamięcią RAM

- Układy wspomagające:
  - MC6850P ACIA – układ umożliwiający bezpośrednią komunikację z urządzeniami MIDI i klawiaturą (2 układy w systemie). Prędkość transmisji to 31,25 kilobodów dla MIDI, 7812,5 bit/sek. dla klawiatury.
  - MC68901 MFP – wykorzystany jako kontroler przerwań, zegara i portów RS-232C. 2 układy w systemie
  - NCR 5380 – kontroler SCSI, umożliwiający asynchroniczny transfer danych z prędkością do 5 MB/s
  - WD-1772-PH – uniwersalny kontroler napędów dyskietek produkcji Western Digital
  - SCC Zilog 85C20 – dwa porty szeregowe wysokiej prędkości SDLC firmy Zilog
- Dźwięk:
  - Yamaha YM2149 PSG – programowalny generator dźwięku firmy Yamaha, umożliwiający trzykanałową syntezę dźwięku. Dodatkową funkcją układu była obsługa sygnałowa stacji dyskietek i portu drukarki
  - DAC 2 ośmiobitowe przetworniki cyfrowo/analogowe +National LMC 1992 – układy dźwiękowe generujące sygnał stereo PCM – (maksymalna częstotliwość próbkowania 50kHz) z możliwością sterowania poziomu głośności obu kanałów oraz głównej, basów i sopranów (kompatybilne z STE)

- - HD6301V1 – układ obsługi klawiatury firmy Hitachi, oprócz skanowania klawiatury zajmował się też obsługą myszki i joysticków
  - MC146818A – zegar czasu rzeczywistego firmy Motorola

- Pamięć RAM:
  - Pamięć systemowa „dwufunkcyjna”: 2 MB ST RAM, rozszerzalna do 16 MB (w rzeczywistości dostępnych jest 14 MB)
  - TT RAM „jednofunkcyjna”, rozszerzalna do 256 MB na dodatkowej płytce (istnieją karty z użyciem układów SIMM 30-stykowych lub 72-stykowych)
- Napęd dyskietek 720 KB lub 1,44 MB w późniejszych wersjach, o rozmiarze 3,5 cala

- Złącza:
  - MIDI in/out
  - 4 porty RS-232
  - RS-422 Serial LAN
  - Parallel (drukarka)
  - monitor (analogowy VGA i Mono ECL)
  - złącze zewnętrznej stacji dyskietek
  - porty ACSI
  - port SCSI zewnętrzny i wewnętrzny
  - złącze VME wewnątrz obudowy (możliwość podłączenia kilku dodatkowych)
  - cartridge port (moduły o pojemności do 512 KB)
  - klawiatura (odłączalna)
    - złącza dżojstika i myszy wbudowane w klawiaturę

- System operacyjny:
  - TOS – system operacyjny z interfejsem graficznym GEM w wersji 3.01, 3.05 lub 3.06, zapisany w pamięci ROM. Cztery złącza dla układów ROM po 1 megabit każde, co daje 512 KB ROM
- Tryby graficzne:
  - Kolorowe: 320 × 200 (16 kolorów), 320 × 480 (256 kolorów), 640 × 200 (4 kolory), 640 × 480 (16 kolorów) z palety 4096 kolorów (12-bit).
  - Duochrome 640 × 400 (2 kolory)
  - Monochromatyczny 1280 × 960 mono TT na specjalnym monitorze 19 cali lub na emulatorze (wirtualny obraz)

- Obudowa: dwuczęściowa, typu slim desktop

Istniejące co najmniej dwie wersje komputera Atari TT rozpoznać można następująco:
- W starszej wersji zastosowano blachę ekranującą wewnątrz obudowy, nowsza posiada wewnątrz napyloną warstwę zatrzymującą promieniowanie elektromagnetyczne
- W starszej wersji procesor i koprocesor umieszczono na dodatkowej płytce drukowanej, nowsza wersja zawiera je na płycie głównej
- Starsza wersja wyposażona jest w stację dyskietek podwójnej gęstości (720 KB), nowsza w stację wysokiej gęstości (1,44 MB)
- Najnowsze wersje płyty głównej zamontowane mają procesor w obudowie PLCC, wcześniejsze w obudowie PGA